# Persone di nome Lajos
| Questa pagina contiene informazioni ricavate automaticamente dalle voci biografiche con l'ausilio del template Bio e di un bot. L'aggiornamento è periodico e automatico e ricostruisce completamente la pagina. Se manca una persona in questa lista, sei pregato di non aggiungerla, ma accertati piuttosto che la sua voce biografica contenga il template Bio e che i dati anagrafici siano correttamente compilati. Se il template Bio manca, inseriscilo tu stesso o, in alternativa, metti l'avviso {{tmp\|Bio}} che ne segnala la mancanza. Se i dati riportati sono sbagliati, correggi direttamente la voce biografica; le modifiche saranno visibili in questa lista entro pochi giorni. Per chiarimenti vedi il progetto antroponimi. La lista contiene solo le 77 persone che sono citate nell'enciclopedia e per le quali è stato implementato correttamente il template Bio. Pagina aggiornata al 16 ott 2024. |

Questa è una lista di persone presenti nell'enciclopedia che hanno il prenome Lajos, suddivise per attività principale.

## Allenatori di calcio(6)
- Lajos Détári, allenatore di calcio e ex calciatore ungherese (Budapest, n. 1963)
- Lajos Dimény, allenatore di calcio ungherese (Budapest, n. 1898)
- Lajos Kovács, allenatore di calcio e calciatore ungherese (Budapest, n. 1894 - New York, † 1973)
- Lajos Politzer, allenatore di calcio e calciatore ungherese (Budapest, n. 1898 - Castrovillari, † 1962)
- Lajos Puskás, allenatore di calcio e ex calciatore ungherese (Tetétlen, n. 1944)
- Lajos Szűcs, allenatore di calcio e ex calciatore ungherese (Budapest, n. 1973)

## Altisti(1)
- Lajos Gönczy, altista ungherese (Seghedino, n. 1882 - Doberdò del Lago, † 1915)

## Arcivescovi cattolici(1)
- Lajos Kada, arcivescovo cattolico ungherese (Budapest, n. 1924 - Budapest, † 2001)

## Attori(1)
- Lajos Balázsovits, attore e regista ungherese (Nagykanizsa, n. 1946 - Budapest, † 2023)

## Calciatori(23)
- Lajos Baróti, calciatore e allenatore di calcio ungherese (Seghedino, n. 1914 - Budapest, † 2005)
- Lajos Bertus, calciatore ungherese (Kecskemét, n. 1990)
- Lajos Buza, calciatore ungherese (Újpest, n. 1901 - Budapest, † 1965)
- Lajos Bányai, calciatore e allenatore di calcio ungherese (n. 1888)
- Lajos Csordás, calciatore ungherese (Budapest, n. 1932 - Budapest, † 1968)
- Lajos Czeizler, calciatore e allenatore di calcio ungherese (Heves, n. 1893 - Budapest, † 1969)
- Lajos Dobány, ex calciatore ungherese (Celldömölk, n. 1955)
- Lajos Dunai, calciatore ungherese (Budapest, n. 1942 - Budapest, † 2000)
- Lajos Faragó, calciatore ungherese (Budapest, n. 1932 - † 2019)
- Lajos Godán, calciatore ungherese (Szekszárd, n. 1952 - † 1987)
- Lajos Hegedűs, ex calciatore ungherese (Budapest, n. 1987)
- Lajos Juhász, calciatore ungherese (Budapest, n. 1906 - † 1981)
- Lajos Kocsis, calciatore ungherese (Seghedino, n. 1947 - Budapest, † 2000)
- Lajos Korányi, calciatore ungherese (Szeged, n. 1907 - Budapest, † 1981)
- Lajos Kű, ex calciatore ungherese (Székesfehérvár, n. 1948)
- Lajos Lutz, calciatore e allenatore di calcio ungherese (Budapest, n. 1900 - † 1964)
- Lajos Máriássy, calciatore e allenatore di calcio ungherese (Rozsnyó, n. 1888 - Budapest, † 1953)
- Lajos Májer, calciatore ungherese (Sárbogárd, n. 1956 - Székesfehérvár, † 1998)
- Lajos László Papp, calciatore ungherese (Budapest, n. 1906 - Budapest, † 1986)
- Lajos Sătmăreanu, ex calciatore rumeno (Salonta, n. 1944)
- Lajos Szűcs, calciatore ungherese (Apatin, n. 1943 - Budapest, † 2020)
- Lajos Tichy, calciatore e allenatore di calcio ungherese (Budapest, n. 1935 - Budapest, † 1999)
- Lajos Weber, calciatore ungherese (n. 1904 - † 1959)

## Canoisti(1)
- Lajos Kiss, canoista ungherese (Miskolc, n. 1934 - † 2014)

## Cardinali(1)
- Lajos Haynald, cardinale e arcivescovo cattolico ungherese (Szécsény, n. 1816 - Kalocsa, † 1891)

## Cestisti(1)
- Lajos Tóth, cestista e allenatore di pallacanestro ungherese (Nagyigmánd, n. 1932 - Varese, † 1995)

## Compositori(1)
- Lajos Bárdos, compositore e direttore di coro ungherese (Budapest, n. 1899 - † 1986)

## Direttori della fotografia(1)
- Lajos Koltai, direttore della fotografia e regista ungherese (Budapest, n. 1946)

## Drammaturghi(1)
- Lajos Egri, drammaturgo e scrittore ungherese (Eger, n. 1888 - Los Angeles, † 1967)

## Generali(1)
- Lajos Keresztes-Fischer, generale ungherese (Pécs, n. 1884 - Vöcklabruck, † 1948)

## Geologi(1)
- Lajos Lóczy, geologo ungherese (Presburgo, n. 1849 - Balatonarács, † 1920)

## Giornalisti(2)
- Lajos Domokos, giornalista e politico austro-ungarico (Trieste, n. 1877 - Riva del Garda, † 1903)
- Lajos Hevesi, giornalista, scrittore e critico d'arte ungherese (Heves, n. 1843 - Vienna, † 1910)

## Lottatori(3)
- Lajos Keresztes, lottatore ungherese (Ocna Mureș, n. 1900 - Budapest, † 1978)
- Lajos Rácz, ex lottatore ungherese (Budapest, n. 1952)
- Lajos Virág, lottatore ungherese (Eger, n. 1977)

## Mezzofondisti(1)
- Lajos Szentgáli, mezzofondista ungherese (Budapest, n. 1932 - Budapest, † 2005)

## Militari(2)
- Lajos Buday, militare e aviatore ungherese (n. 1922 - Urhida, † 1945)
- Lajos Tóth, militare e aviatore ungherese (Újfehértó, n. 1922 - Budapest, † 1951)

## Orientalisti(1)
- Lajos Ligeti, orientalista e filologo ungherese (Balassagyarmat, n. 1902 - Budapest, † 1987)

## Pallanuotisti(2)
- Lajos Homonnai, pallanuotista ungherese (Budapest, n. 1904)
- Lajos Nagy, ex pallanuotista e allenatore di pallanuoto tedesco (Budapest, n. 1936)

## Patrioti(2)
- Lajos Tüköry, patriota e militare ungherese (Körösladány, n. 1830 - Palermo, † 1860)
- Lajos Aulich, patriota ungherese (Bratislava, n. 1792 - Arad, † 1849)

## Pesisti(1)
- Lajos Kürthy, pesista e discobolo ungherese (Mohács, n. 1986)

## Pittori(2)
- Lajos Markos, pittore statunitense (Marosvásárhely, n. 1917 - Houston, † 1993)
- Lajos Tihanyi, pittore e litografo ungherese (Budapest, n. 1885 - Parigi, † 1938)

## Poeti(1)
- Lajos Áprily, poeta ungherese (Braşov, n. 1887 - Budapest, † 1967)

## Politici(5)
- Lajos Batthyány, politico ungherese (n. 1696 - † 1765)
- Lajos Batthyány, politico ungherese (Presburgo, n. 1807 - Pest, † 1849)
- Lajos Dinnyés, politico ungherese (Alsódabas, n. 1901 - Budapest, † 1961)
- Lajos Kossuth, politico e rivoluzionario ungherese (Monok, n. 1802 - Torino, † 1894)
- Lajos Reményi-Schneller, politico ungherese (Budapest, n. 1892 - Budapest, † 1946)

## Registi(1)
- Lajos Lázár, regista ungherese (Nagybánya, n. 1885 - Budapest, † 1936)

## Scacchisti(3)
- Lajos Asztalos, scacchista ungherese (Pécs, n. 1889 - Budapest, † 1956)
- Lajos Portisch, scacchista ungherese (Zalaegerszeg, n. 1937)
- Lajos Steiner, scacchista ungherese (Oradea, n. 1903 - Sydney, † 1975)

## Schermidori(4)
- Lajos Balthazár, schermidore ungherese (Budapest, n. 1921 - Budapest, † 1995)
- Lajos Maszlay, schermidore ungherese (Budapest, n. 1903 - Budapest, † 1979)
- Lajos Somodi, schermidore ungherese (Abádszalók, n. 1928 - Budapest, † 2012)
- Lajos Werkner, schermidore ungherese (Budapest, n. 1883 - Budapest, † 1943)

## Scrittori(5)
- Lajos Abonyi, scrittore ungherese (Kisterenye, n. 1833 - Abony, † 1898)
- Lajos Biró, scrittore ungherese (Nagyvárad, n. 1880 - Londra, † 1948)
- Lajos Grendel, scrittore ungherese (Levice, n. 1948 - Bratislava, † 2018)
- Lajos Kassák, scrittore, artista e giornalista ungherese (Nové Zámky, n. 1887 - Budapest, † 1967)
- Lajos Zilahy, scrittore ungherese (Nagyszalonta, n. 1891 - Novi Sad, † 1974)

## Scultori(1)
- Lajos Petri, scultore ungherese (Seghedino, n. 1884 - Budapest, † 1963)

## Sollevatori(1)
- Lajos Szűcs, sollevatore ungherese (Cinkota, n. 1946 - Miskolc, † 1999)